# Castelvecchio (Prignano sulla Secchia)
Castelvecchio è una frazione del comune di Prignano sulla Secchia in provincia di Modena. Si trova a 1,5 km a nord del capoluogo sulle pendici del monte Pedrazzo. Il suo confine ovest coincide con il limite provinciale, ed è totalmente bagnato dal fiume Secchia; il confine Nord lambisce Pigneto.

## Origine del nome
Nei documenti più antichi, quali un atto di donazione alla chiesa reggiana del 1010, Castelvecchio appare con il nome di Tregaso.
L'origine del nome Tregaso pare derivi dall'Alto germanico antico "Treuwa", che indicherebbe una luogo di sosta. Nei toponimi di alcune borgate vi è la testimonianza di un'antica presenza longobarda: Casa Armanni, denota la possibile presenza di un accampamento Arimanno, cosi' come Casa Arducci. Paderna, testimonia il lascito di un padre al figlio; Casa Gazzoli parrebbe derivare da "gasol", che per gli antichi longobardi era il luogo di trasformazione del latte in burro.
Solo alla fine del trecento appare il nome Castelvecchio al posto di Tregaso.

## Storia
Nel territorio di Tregaso passava l'antica strada che collegava Modena con la Toscana. Assieme a quella che proveniva da Canossa questa giungeva a Ponte Cornilio, dove iniziava la Via Bibulca.
Si fa riferimento che il comune di Modena fece espressa richiesta a quello di Tregaso di effettuare lavori di manutenzione sulla strada che, in continuazione della Bibulca, scendeva verso Modena.
Nel dicembre del 1334, nel castello di Tregaso, si firmò una tregua tra le famiglie dei Gonzaga e quella dei Da Fogliano in seguito ad una sconfitta di questi ultimi in una battaglia a Felina.
Fu feudo dei Da Roteglia in due fasi: La prima ebbe luogo nei primi anni del trecento, la seconda tra la metà del quattrocento e l'inizio del cinquecento. Guido Antonio Da Roteglia ne fu privato per demeriti dal duca Ercole I d'Este nel 1504.
Fu anche feudo dei Rangoni dal 1330 circa fino alla metà del Quattrocento; infine esercitarono signoria i Tassoni fino al 1796, anno dell'abolizione delle investiture feudali.
Durante il periodo dei Tassoni, Castelvecchio divenne prima Contea e poi Marchesato. Fu prodotta una cartina della Contea di Castelvecchio risalente ad un periodo antecedente al 1624, dove appare la situazione del paese del XVII secolo.

## Monumenti e luoghi di interesse
L'attuale parrocchia di Santa Maria Assunta è nata dalla fusione di due parrocchie ben distinte e a capo di due territori differenti. Santa Maria del Castagneto, dipendente dalle pieve di San Vitale di Carpineti, e San Giovanni Battista di Tregaso, dipendente dalla pieve di San Lorenzo di Baiso.
A metà del Seicento la chiesa di Santa Maria del Castagneto versava in pessime condizioni; invece quella di San Giovanni era strutturalmente più robusta ed era anche la più frequentata delle due. Per volere della famiglia Macchioni di Casa Gazzoli la chiesa di Santa Maria fu trasferita nella località odierna, ossia un luogo più centrale al paese.
A capo del lavori ci fu un certo Santino Baroni da Vitriola. L'edificio primitivo fu ad una navata e al termine della costruzione la parrocchia di San Giovanni si fuse con quella di Santa Maria. Negli anni '20 del Novecento furono aggiunte le due navate laterali.
Santa Maria Assunta è la patrona della parrocchia e si tiene una processione serale il 15 agosto. Nella chiesa erano presenti tre quadri del Seicento e una preziosa acquasantiera del Cinquecento; queste opere sono state trafugate.
L'oratorio di San Rocco è collocato nella parte a monte della borgata di Casa Gazzoli. La struttura fu costruita sul finire del Seicento come ringraziamento al Santo per aver risparmiato il paese durante l'epidemia di peste del 1630. A seguito di questo evento, san Rocco fu preso come santo protettore del paese. L'oratorio era in pessime condizioni, poi, grazie all'intervento e agli eccezionali lavori di rafforzamento dell'odierno proprietario, tutta la struttura è potuta tornare agli antichi splendori.
L'oratorio della Madonna d'Avato fu costruito nel seicento e ospita alcuni ex voto. Nella tradizione locale vi si dice una messa la prima domenica di giugno e i rosari nel mese di maggio. Il gruppo degli Alpini di Prignano sulla Secchia ha effettuato il completo restauro nel 2001.
L'oratorio di Sant'Anna, edificato anch'esso nel Seicento, è ubicato nella borgata di Casale. Il culto di sant'Anna fu molto sentito. Un tempo vi si teneva un'importante festa svoltasi fino agli anni 50. Sulla facciata rivolta all'esterno spicca una finestrella monolita quadrilobata finemente scolpita in Bassorilievo.
Va citato, inoltre, il nuovo edificio di San Giovanni Battista, ricostruito laddove un tempo si ergeva l'antica pieve di San Giovanni di Tregaso. La costruzione è appena sufficiente per contenere il prete.
In ultimo va menzionato il rudere della torre delle Are. Intorno ai resti sono ancora visibili le tracce delle mura del castello di Castelvecchio/Tregaso. La torre fu in buone condizioni fino ai primi del Novecento, poi in seguito ad un incendio, iniziò un lento degrado che la porto' alle condizioni attuali. Era alta una quindicina di metri e la sua funzione era più indirizzata a quella del controllo del territorio. È collocata frontalmente al castello di Baiso sulla sponda reggiana, il quale a sua volta è visibile dal castello di Carpineti. La torre compare nell'elenco degli edificio monumentali della provincia di Modena.

## Cultura
Castelvecchio è nominato nel poema di Alessandro Tassoni, La secchia rapita nel capitolo III:
"Da Rodea,da Magreda e Castelvecchio conduceva costui trecento fanti con si leggiadro e nobile apparecchio"
Dal 1981 è organizzata la Festa di Fine Estate. Questo evento di natura gastronomica, richiama molte persone e ospita gare di trial e automobili radiocomandate. Il piatto peculiare sono i tortellini in brodo.
Dal secondo dopoguerra si tiene una funzione religiosa che un tempo era legata alla benedizione del mezzi agricoli. Negli anni questo evento è aumentato di grandezza e ora ospita molti agricoltori della zona.
Nel territorio castelvecchiese ci sono molti sentieri adatti ad escursionisti di ogni allenamento. I percorsi si legano a tutti quelli del comune di Prignano sulla Secchia. I panorami vanno dalla catena del Monte Cusna, Ventasso, la valle del Secchia, Baiso, la Pianura Padana e, in caso di buone giornate e assenza di smog, si possono vedere i Colli Euganei e il Monte Baldo.

## Ambra fossile
Nel torrente "rio degli spagnoli", è stata trovata una particolare ambra fossile molto diversa da tutta quella rinvenuta in regione, perché di colore più scuro. Fu oggetto di discussione ai PaleoDays di Faenza del 2016.
In un primo studio, l'ambra di Castelvecchio appariva del medesimo periodo di quella presente e Scanello Bolognese, ossia dell'Oligocene inferiore; Ma da ulteriori analisi spettroscopiche ,è emersa l'appartenenza ad un'epoca più antica. La presenza di frammenti carbonici che rendono scura l'ambra di Castelvecchio e la raccolta di placton calcare, hanno fatto risalire la resina al periodo Maastrichtiano superiore. Questi dati hanno consentito di datare un'ambra dell'appennino settentrionale per la prima volta al Cretacico superiore, ovverosia tra i 66 e i 72 milioni di anni fa.
Fu trovato, inoltre, un dente di Pliosaurus conservato al museo di Modena.